# Itiruçu (ort)
Itiruçu är en ort i Brasilien.   Den ligger i kommunen Itiruçu och delstaten Bahia, i den östra delen av landet, 900 km öster om huvudstaden Brasília. Itiruçu ligger 824 meter över havet och antalet invånare är 11 498.
Terrängen runt Itiruçu är kuperad åt sydväst, men åt nordost är den platt. Itiruçu ligger uppe på en höjd. Närmaste större samhälle är Jaguaquara, 19,4 km öster om Itiruçu.
Omgivningarna runt Itiruçu är huvudsakligen savann. Runt Itiruçu är det ganska glesbefolkat, med 45 invånare per kvadratkilometer.